# Нигер (река)
Нигер је највећа река западне Африке и трећа река континента, после Нила и Конга, са дужином од 4.184 km..
Порекло имена Нигер је непознато. Претпоставља се да води порекло од латинске речи за „црнац” (нигер), али нема доказа за то, вероватније је да су португалски истраживачи користили сопствену реч, негро, као што су радили на другим местима по свету. По једној хипотези име долази од туарешке фразе gher n gheren „река над рекама” (скраћено на ngher). Државе Нигер и Нигерија су добиле име по реци. Народи који живе око Нигера имају разна имена за њега, међу којима Џелиба на језику Мандинг, и Иса Бер „велика река” на Сонгајском. Римљани су чули за реку и звали је Дасибари. Доњи и средњи ток реке су такође познати и под именом Куора, непознатог порекла.
Површина басена Нигера је 2.261.763 km², иа проток воде је 6000 m²/s. Нигер извире у близини планине Лома, на граници Сијера Леоне и Гвинеје. Затим тече у правцу североистока кроз Мали, где пролази кроз градове Бамако и Тимбукту. Затим се окреће према југоистоку, пролазећи кроз западни део Нигера и његов главни град Ниамеј. У току кроз Нигерију све више скреће према југу где се улива преко велике делте у Гвинејски залив у близини града Порт Харкорт.
Ток Нигера се може поделити на четири дела:
- горњи Нигер, притоке су:
  - Тинкисо
  - Ниандан
  - Мило
  - Санкарани
- унутрашња делта, притоке су:
  - Бани
- средњи Нигер, притоке су:
  - Горуол
  - Даргол
  - Сирба
  - Тапоа
  - Горуби
  - Диамангу
  - Мекру
  - Алибори
  - Соти
- доњи Нигер, притоке су:
  - Сакото
  - Кадуна
  - Бенуе

## Географија
Река Нигер је релативно „чиста” река. Она носи само једну десетину количине седимената присутне у реци Нил, пошто Нигеров горњи ток лежи на древним стенама које стварају мало муља. Попут Нила, Нигер плави на годишњој бази; тај процес почиње у септембру, достиже врхунац у новембру, и завршава се у мају.
Једно необично својство ове реке је унутрашња делта Нигера, која се формира где његов градијент нагло опада. Резултат је регион испреплетаних потока, мочвара, и језера величине Белгије; сезонске поплаве чине делту екстремно продуктивном за рибарство и пољопривреду.
Река губи готово две трећине свог потенцијалног протока у унутрашњој делти између Сегуа и Тимбуктуа услед процуривања и испаравања. Сва вода из реке Бани, која утиче у делту код Моптија, не компензује за 'губитке'. Просечан 'губитак' се процењује на око 31 km³/година, мада постоје знатне варијације између година. Реци се затим придружују бројне притоке, али се доста воде губи испаравањем. Количина воде која улази у Нигерију мерена код Јола се процењује на 25 km³/година пре 1980-их и око 13,5 km³/година током 1980-их. Најважнија притока Нигера у Нигерији је река Бенуе чије ушће је код Локоја у Нигерији. Тотална запремина притока у Нигерији је шест пута већа од количине воде која улази у Нигерију. Проток у близини ушћа реке је око 177,0 km³/година пре 1980-их и 147,3 km³/година током 1980-их.

## Необична рута
Нигер има једну од најнеобичнијих рута међу велим рекама. Његов облик бумеранга је збуњивао географе задњих пар векова. Његов извор је само 240 km од Атлантског океана, али река тече директно на супротну страну од мора у Сахарску пустињу, затим прави оштар заокрет надесно у близини древног града Тимбукту (Tombouctou) и наставља југоисточно до Гвинејског залива.
Ова необична географија је формирана јер се Нигер заправо састоји од две древне реке које су спојене. Горњи Нигер, од извора западно од Тимбуктуа до завоја у садашњој реци у близини Тимбуктуа, некад се празнио у сад исушено језеро североисточно од града, дој је доњи Нигер почињао јужно од Тимбуктуа и текао јужно у Гвинејски залив. Током времена узводна ерозија доњег Нигера је резултирала у уливању потока из горњег Нигера у доњи Нигер.
Северни део реке, познат као савијање Нигера, је важна област зато што је то главна река и извор воде у том делу Сахарске пустиње. То га је учинило фокалном тачком за трговину преко западне Сахаре и центром сахелијског краљевства Малија и Гаа.
Окружујући слив реке Нигер је један од особених физиографских секција провинције Судан, који је, пак, део већег афричког масива.

## Европска истраживања
Порекло имена реке је и даље нејасно. Оно што је јасно је да се назив „Нигер” користио у медитеранском свету бар од времена класичне ере, када је познавање овог подручја међу Европљанима било крајње рудиментарно. Пажљиво изучавање класичних записа о унутрашњости Сахаре почело је са Птоломејом, који помиње две реке у пустињи: реку „Гир” (Γειρ) и даље јужно, „Нигир” (Νιγειρ). Прва је од тада идентификована као Вади Гир на северној ивици Туата, дуж садашње границе Марока и Алжира. То би вероватно било за колико је Птоломеј имао доследне записе. Ни-Гер је вероватно била спекулација, иако се име задржало као река јужно од „познатог света” Медитерана. Гај Светоније Транквил је известио о Римљанима који су путовали до „Гера”, мада при извештавању било којег имена реке изведеног из берберских језика, у којима gher значи „водоток”, могло је лако да доведе до забуне. Плиније је повезао ове две реке као један дуги водени ток који је текао (преко језера и подземних секција) до Нила, што је гледиште које се задржало у арапском и европском свету све до 19. века. Он је исто тако додао реку Сенегал као „Гер”. Веза са реком Нил није направљена једноставно зато што је она у то време била позната као велика река „Етиопије” (како су све земље јужно од пустиње називали класични писци), него зато што је Нил плавио сваког лета. У Европи и Западној Азији, поплаве су очекиване у пролеће, након топљења снега. Класични аутори су објаснили љетње поплаве израчунавајући време које би било потребно за поплавне воде да се помере низ реку, и израчунавајући колико дуга би река Нил морала да буде да би вода путовала из планинског подручја у пролеће. Међутим, циклуси Нила су под утицајем тропских кишних патерна уместо топљења снега, што је карактеристика која није била позната у класичном медитеранском свету. Кроз описе Леа Африкануса и чак Ибн Батуте – упркос тога што је он боравио на реци – мит којим је повезиван Нигер са Нилом се задржао.
Док је прави курс Нигера вероватно био познат локалном становништву, он је остао мистерија за спољашњи свет до краја 18. века. Антички Римљани као што је Плиније (N.H. 5.10) сматрали су да је река у близини Тимбуктуа била део реке Нил, што је веровање које је такође држао Ибн Батута, док су рани европски истраживачи сматрали да тече западно и да се спаја са реком Сенегал.
Многе европске експедиције за одређивање курса реке биле су неуспешне. Године 1788, Афричка асоцијација је била формирана у Енглеској ради промовисања експлорације Африке у нади да ће лоцирати Нигер, и у јуну 1796. шкотски истраживач Манго Парк је био први Европљанин који је видео средишњи део реке од античког доба (а можда и икад). Прави курс је описан у његовој књизи Путовања у унутрашњост Африке, која је објављена 1799. године. Афричка асоцијација је била неуспешна у продорима са севера (Триполи), истока (Каиро) и запада (Гамбија). Чланство је тада предложило да се покуша приступ са југа. Место изабрано за почетак похода у унутрашњост континента 1804. године је била британска трговинска постава у Гвинејском заливу. Кад је Хенри Николс био послат да тражи реку Нигер, Европљанима није било познато да је речно ушће која се празнило у залив припадало самом Нигеру.
Дана 24. октобра 1946. три Француза, Жан Сови, Пјер Понти и кинематограф Жан Руш, бивши државни службеници у афричким француским колонијама, кренули су да пропутују читавом дужином реке, као што то нико други није учинио раније. Путовали су од самог почетка реке у близини Кисидуга у Гвинеји Бисао, ходајући прво док сплав није могао да се користи, затим користећи разна пловила како се река ширила и сужавала. Двоје њих је досегло до океана 25. марта 1947, док је Пјер Понти морао да напусти експедицију у Нијамеју, након нешто више од половине пута. Они су носили са собом 16mm филмску камеру, и резултујући снимци су омогућили Жан Рушу да направи своја прва два етнографска документарна филма: „У земљи црних врачева” ("Au pays des mages noirs"), и „Лов на хипопотамусе” ("La chasse à l’hippopotame"). Камера је кориштена за илустровање накнадне Жан Рушеве књиге „Нигер у кануу” ("Le Niger En Pirogue") (Фернанд Натан, 1954), као и Жан Совијевог дела „Спуштање Нигером” (“Descente du Niger”) (L'Harmattan 2001). Они су носили и писаћу машину на којој је Пјер Понти писао новинске чланке које је слао поштом кад год је то било могуће.
У ближој прошлости, норвешки авантуриста Хелг Хјеланд је направио још једно путовање кроз целу дужину реке Нигер, почевши у Гвинеје Бисау 2005. године. Путовање је снимио сам авантуриста и од снимка направио документарни филм са насловом „Најокрутније путовање”.

## Управа и развој
Вода у сливу реке Нигер делимично се регулише путем брана. У Малију брана Селинж на реци Санкарани се углавном користи за производњу електричне енергије, а у некој мери и за наводњавање. Две скретничарске бране, једна код Сотуба непосредно низводно од Бамака, и једна код Маркале, у близини Сежуа, се користе за наводњавање површине од око 54.000 хектара. У Нигерији се бране Кенжи и Жеба користе за као хидроелектране.
Водени ресурси реке Нигер су под притиском због повећане употребе воде за наводњавање и због утицаја климатских промена. Конструкција хидроцентрала је у току или је у плану да би се ублажиле хроничне несташице струје у земљама слива реке Нигер.
Организација за храну и пољопривреду процењује да је потенцијал за наводњавање свих земаља у сливу реке Нигер око 2,8 милиона хектара. Само 0,93 милиона хектара (ха) је било наводњавано крајем осамдесетих година. Процењује се да је иригациони потенцијал у Нигерији 1,68 милиона хектара и у Малију 0,56 милиона хектара, док су наводњаване површине биле 0,67 милиона хектара и 0,19 милиона хектара.

### Нигерски слив и инвестициони план
Да би боље координисале своје напоре, приобална земље реке које сачињавају Управу нигерског подручја су у априлу 2008. године усвојиле водни план у Нигерског слива. Ради се о тридесетогодишњем инвестиционом плану за целокупни слив. Овим планом се промовише Интегрисано управљање водним ресурсима, дефинишу процедуре за испитивање и одобравање нових пројеката, обезбеђује оквир за расподелу водних ресурса између сектора, обавезује се очување интегритета водених екосистема и дефинишу механизми за решавање спорова између земаља и за учешће корисника. Улагања обухватају проширење пољопривредне иригације ради побољшања прехрамбене сигурности, изградњу бране Тауса (или Тосаје) у Малију и Кандажи у Нигер (потоња од који је била у изградњи од августа 2008), као и обнављање брана Кенжи и Жеба у Нигерији.

### Финансирање
Већина инвестиција се финансира или се очекује да ће се финансирати кроз помоћ. На пример, брану Кандажи финансира Исламска банка за развој, Афричка развојна банка и Развојни фонд ОПЕКа. Светска банка је одобрила меки зајам од 500 милиона долара у јулу 2007. године за финансирање пројеката у сливу у периоду од 12 година. Средства ће бити додељена у две фазе. Почетни кредит од 185 милиона долара иде у Нигерију, Гвинеју, Бенин, Мали и Нигер. Друга инвестиција од 315 милиона долара намењена је за Буркину Фасо, Камерун, Чад и Обалу Слоноваче. Поред финансирања санације брана у Нигерији, кредит ће финансирати и „одрживо управљање одабраним деградираним екосистемима и рехабилитацију инфраструктуре малих вода” и изградњу инфраструктуре.